# Luciano Suriani
Luciano Suriani (Atessa, Chieti, 11 de janeiro de 1957) é um prelado italiano da Igreja Católica que atua como Núncio Apostólico desde 2008.

## Biografia
Suriani foi ordenado sacerdote em 5 de agosto de 1981, pelo Arcebispo Vincenzo Fagiolo, e incardinado em Chieti-Vasto. Obteve um doutorado em direito canônico pela Pontifícia Academia Eclesiástica.
Ingressou no serviço diplomático da Santa Sé em 1º de junho de 1990, e trabalhou nas missões diplomáticas papais na Costa do Marfim, Suíça, na Seção de Relações com os Estados da Secretaria de Estado e na Nunciatura na Itália, período em que exerceu o posto de conselheiro. Além do italiano, ele fala espanhol, francês e inglês.
Em 19 de janeiro de 1999, Mons. Suriani foi condecorado Comendador da Ordem do Mérito da República Italiana, pelo Presidente da República.
Em 22 de fevereiro de 2008, o Papa Bento XVI o nomeou Núncio Apostólico na Bolívia e arcebispo titular de Amiternum. No 26 de abril seguinte, recebeu a ordenação episcopal pelo Cardeal Tarcisio Bertone, na Catedral de Chieti; os co-consagradores foram o cardeal Jean-Louis Tauran e Bruno Forte, arcebispo de Chieti-Vasto.
Mons. Suriani foi substituído como núncio na Bolívia depois de nove meses em 22 de setembro por Giambattista Diquattro. Suriani havia solicitado uma nova missão devido a problemas de saúde associados a altitudes elevadas.
Em 24 de setembro de 2009, Suriani foi nomeado para um cargo sênior como Secretaria de Estado. Como Delegado dos Representantes Pontifícios, teve a responsabilidade de coordenar os assuntos dos diplomatas da Santa Sé.
Em 18 de abril de 2015, foi nomeado Grande Oficial da Ordem do Mérito da República Italiana, sob proposta da Presidência do Conselho de Ministros. Em 7 de dezembro de 2015, o Papa Francisco o nomeou núncio na Sérvia.

Em 13 de maio de 2022, Mons. Suriani foi transferido para a Bulgária. Logo depois, em 21 de maio, também foi nomeado Núncio Apostólico na Macedônia do Norte.